# I’m Still Standing
I’m Still Standing ist ein Song von Elton John aus dem Jahr 1983. Er erschien im April 1983 als zweite Single aus dem Album Too Low for Zero.

## Entstehung und Inhalt
Der Song wurde von Elton John und Bernie Taupin geschrieben und von Chris Thomas produziert. Es handelt sich um einen von in Slap-Technik gespielten E-Bass und Synthesizern dominierten Uptempo-Popsong mit einigen Rock-’n’-Roll-Einflüssen, die sich auch in einem Gitarrensolo gegen Ende zeigen. Er handelt davon, dass sich der Protagonist nach dem Ende einer Beziehung nicht unterkriegen lässt. Er steht seinen Worten zufolge immer noch aufrecht und fühlt sich „wie ein kleines Kind“ ohne die angesprochene Person in seinen Gedanken, die hingegen verblasst („fade away“).

## Veröffentlichung und Rezeption
Die Single erschien im April 1983 unter anderem in den USA bei Geffen Records, in Deutschland erst im Juli bei Rocket Records. Auf der B-Seite befindet sich der Song Love So Cold (US-Version) beziehungsweise Tortured (deutsche Version). Der Song wurde zum Nummer-eins-Hit in der Schweiz. In Deutschland erreichte er Platz zehn, im Vereinigten Königreich Platz vier und in den USA in den Billboard Hot 100 Platz zwölf der Charts.
Elton John trat mit dem Song unter anderem am 17. Dezember 1983 bei Thommys Pop Show extra vor einem internationalen Publikum auf.

## Kommerzieller Erfolg

### Chartplatzierungen
| ChartsChartplatzierungen       | Höchstplatzierung | Wochen |
| ------------------------------ | ----------------- | ------ |
| Deutschland (GfK)              | 10 (20 Wo.)       | 20     |
| Schweiz (IFPI)                 | 1 (15 Wo.)        | 15     |
| Vereinigte Staaten (Billboard) | 12 (16 Wo.)       | 16     |
| Vereinigtes Königreich (OCC)   | 4 (15 Wo.)        | 15     |

| ChartsJahrescharts (1983)      | Platzierung |
| ------------------------------ | ----------- |
| Schweiz (IFPI)                 | 12          |
| Vereinigte Staaten (Billboard) | 74          |
| Vereinigtes Königreich (OCC)   | 49          |

| ChartsJahrescharts (2023)    | Platzierung |
| ---------------------------- | ----------- |
| Vereinigtes Königreich (OCC) | 97          |

### Auszeichnungen für Musikverkäufe
| Land/Region                  | Auszeichnungen für Musikverkäufe (Land/Region, Auszeichnung, Verkäufe) | Verkäufe  |
| ---------------------------- | ---------------------------------------------------------------------- | --------- |
| Australien (ARIA)            | 2× Platin                                                              | 140.000   |
| Dänemark (IFPI)              | 2× Platin                                                              | 180.000   |
| Deutschland (BVMI)           | Platin                                                                 | 600.000   |
| Italien (FIMI)               | Platin                                                                 | 100.000   |
| Neuseeland (RMNZ)            | 4× Platin                                                              | 120.000   |
| Österreich (IFPI)            | Platin                                                                 | 100.000   |
| Spanien (Promusicae)         | 2× Platin                                                              | 120.000   |
| Vereinigte Staaten (RIAA)    | 2× Platin                                                              | 2.000.000 |
| Vereinigtes Königreich (BPI) | Silber (Physisch) · + 3× Platin (Digital)                              | 2.050.000 |
| Insgesamt                    | 1× Silber · 18× Platin ·                                               | 5.410.000 |

Hauptartikel: Elton John/Auszeichnungen für Musikverkäufe